# Марія Емілія Салерні
Марія Емілія Салерні (ісп. María Emilia Salerni, нар. 14 травня 1983), прізвисько "Pitu Salerni" — колишня аргентинська тенісистка.
Здобула дванадцять одиночних та дев'ять парних титулів туру ITF, а також два парні титули туру WTA. 
Найвищу одиночну позицію рейтингу WTA — 65 місце досягнула 25 лютого 2008, парну — 45 місце — 23 вересня 2002 року.
Завершила кар'єру 2009 року.

## Фінали турнірів WTA

### Одиночний розряд: 1 (0–1)
| Легенда                       |
| ----------------------------- |
| Турніри Великого шолома (0-0) |
| WTA Championships (0-0)       |
| Tier I (0-0)                  |
| Tier II (0-0)                 |
| Tier III (0-0)                |
| Tier IV & V (0-1)             |

| Результат | Ранг | Дата           | Турнір                                      | Покриття | Опонент                | Рахунок  |
| --------- | ---- | -------------- | ------------------------------------------- | -------- | ---------------------- | -------- |
| Поразка   | 1.   | 24 лютого 2008 | Copa Colsanitas Santander, Bogotá, Колумбія | Ґрунт    | Нурія Льягостера Вівес | 0–6, 4–6 |

### Парний розряд: 6 (4–2)
| Легенда                       |
| ----------------------------- |
| Турніри Великого шолома (0-0) |
| WTA Championships (0-0)       |
| Tier I (0-0)                  |
| Tier II (0-1)                 |
| Tier III (1-2)                |
| Tier IV & V (1-2)             |

| Результат | Ранг | Дата              | Турнір                                              | Покриття   | Партнер                    | Опоненти                                | Рахунок            |
| --------- | ---- | ----------------- | --------------------------------------------------- | ---------- | -------------------------- | --------------------------------------- | ------------------ |
| Поразка   | 1.   | 29 липня 2001     | Гран-прі принцеси Лалли Мер'єм, Casablanca, Марокко | Ґрунт      | Марія Хосе Мартінес Санчес | Любомира Бачева Оса Свенссон            | 6–3, 6–7(4–7), 6–1 |
| Поразка   | 2.   | 14 квітня 2002    | Amelia Island Championships, Amelia Island, США     | Ґрунт      | Оса Свенссон               | Аранча Санчес Вікаріо Даніела Гантухова | 4–6, 2–6           |
| Поразка   | 3.   | 13 вересня 2002   | Tournoi de Québec, Канада                           | Ґрунт      | Фабіола Сулуага            | Саманта Рівз Джессіка Стек              | 6–4, 3–6, 5–7      |
| Перемога  | 1.   | 5 квітня 2003     | Гран-прі принцеси Лалли Мер'єм, Марокко             | Ґрунт      | Хісела Дулко               | Генрієта Надьова Олена Татаркова        | 6–3, 6–4           |
| Перемога  | 2.   | 17 листопада 2004 | Tournoi de Québec, Канада                           | Тверде (i) | Карлі Галліксон            | Ельс Калленс Саманта Стосур             | 7–5, 7–5           |
| Поразка   | 4.   | 24 липня 2005     | Мастерс Цинциннаті, США                             | Тверде     | Квета Пешке                | Лора Гренвілл Абігейл Спірс             | 6–3, 2–6, 4–6      |

## Фінали ITF

### Одиночний розряд: 16 (12–4)
| Легенда          |
| ---------------- |
| Турніри $100,000 |
| Турніри $75,000  |
| Турніри $50,000  |
| Турніри $25,000  |
| Турніри $10,000  |

| Результат | Ранг | Дата            | Турнір                    | Покриття   | Опонент                | Рахунок       |
| --------- | ---- | --------------- | ------------------------- | ---------- | ---------------------- | ------------- |
| Перемога  | 1.   | 26 вересня 1999 | Асунсьйон, Парагвай       | Ґрунт      | Маріана Меса           | 3–6, 7–6, 7–5 |
| Перемога  | 2.   | 3 жовтня 1999   | Монтевідео, Уругвай       | Ґрунт      | Eugenia Chialvo        | 6–3, 6–0      |
| Перемога  | 3.   | 10 жовтня 1999  | Сантьяго, Чилі            | Ґрунт      | Eugenia Chialvo        | 6–1, 6–3      |
| Перемога  | 4.   | 23 квітня 2000  | Сан-Северо, Італія        | Ґрунт      | Ванеса Краут           | 6–4, 6–1      |
| Перемога  | 5.   | 14 травня 2000  | Казерта, Італія           | Ґрунт      | Lamia Esaadi           | 6–4, 6–1      |
| Перемога  | 6.   | 30 липня 2000   | Горб-ам-Неккар, Німеччина | Ґрунт      | Адріана Єрабек         | 6–3, 2–6, 6–2 |
| Перемога  | 7.   | 6 серпня 2000   | Еттенгайм, Німеччина      | Ґрунт      | Мартина Суха           | 6–4, 6–2      |
| Поразка   | 1.   | 1 лютого 2004   | Вайколоа (Гаваї), США     | Тверде     | Мелінда Цінк           | 6–7, 2–6      |
| Перемога  | 8.   | 19 вересня 2004 | Ешленд, США               | Тверде     | Келлі Маккейн          | 6–4, 6–4      |
| Поразка   | 2.   | 3 жовтня 2004   | Трой, США                 | Тверде     | Шенай Перрі            | 2–6, 2–6      |
| Перемога  | 9.   | 12 лютого 2006  | Мідленд, США              | Тверде (i) | Василіса Бардіна       | 6–3, 3–6, 6–4 |
| Перемога  | 10.  | 1 квітня 2007   | Ла-Пальма, Іспанія        | Тверде     | Georgie Gent           | 6–3, 6–3      |
| Поразка   | 3.   | 30 червня 2007  | Гечо, Іспанія             | Тверде     | Нурія Льягостера Вівес | 3–6, 3–6      |
| Перемога  | 11.  | 8 липня 2007    | Кунео, Італія             | Ґрунт      | Сара Еррані            | 3–6, 6–1, 7–6 |
| Перемога  | 12.  | 21 березня 2009 | Ліма, Перу                | Ґрунт      | Lucía Jara Lozano      | 7–6, 6–3      |
| Поразка   | 4.   | 15 червня 2009  | Монпельє, Франція         | Ґрунт      | Анаїс Лорендон         | 3–6, 2–6      |